# Liste der denkmalgeschützten Objekte in Hatting
Die Liste der denkmalgeschützten Objekte in Hatting enthält die denkmalgeschützten, unbeweglichen Objekte der Gemeinde Hatting.

## Denkmäler
| Foto |                 | Denkmal                                                                                | Standort                                    | Beschreibung | Metadaten |
| ---- | --------------- | -------------------------------------------------------------------------------------- | ------------------------------------------- | --- | --- |
| ja   | Datei hochladen | Kath. Pfarrkirche hl. Ägidius und Friedhof HERIS-ID: 55423 Objekt-ID: 64072 TKK: 19519 | neben Oberdorfstraße 6 Standort KG: Hatting | Die im Kern spätgotische Kirche mit einem Chor vom Ende des 15. Jahrhunderts wurde 1531 nach Westen verlängert und erhielt 1725 einen barocken Kapellenanbau am Langhaus. Die Westfassade ist mit einem Kreisfenster, einem Korbbogenportal und einem Mosaikmedaillon aus der Zeit um 1900 gestaltet. Im Inneren ist das Langhaus mit Stichkappentonne auf spätgotischen Konsolen durch einen spitzbogig abgefasten Triumphbogen vom einjochigen, polygonal geschlossenen Chor abgetrennt. Im Chor finden sich spätgotische Malereien (um 1500), im Langhaus Malereien aus dem 16./17. Jahrhundert an den Wänden sowie barocke Deckenmedaillons von 1741 und Stuckaturen (um 1725). | BDA-Hist.: Q38065459 Status: § 2a Stand der BDA-Liste: 2025-06-30 Name: Kath. Pfarrkirche hl. Ägidius und Friedhof GstNr.: 1364 Saint Giles Church (Hatting) |
| ja   | Datei hochladen | Widum HERIS-ID: 55422 Objekt-ID: 64071 TKK: 19520                                      | Oberdorfstraße 6 Standort KG: Hatting       | Das zweigeschoßige, ansitzartige Gebäude mit Walmdach, einfacher Fassadengliederung und Einfriedungsmauer wurde im 18. Jahrhundert errichtet. | BDA-Hist.: Q38065448 Status: § 2a Stand der BDA-Liste: 2025-06-30 Name: Widum GstNr.: 1376                                                                   |